# Opuntia schickendantzii
Opuntia schickendantzii är en kaktusväxtart som beskrevs av Frédéric Albert Constantin Weber. Opuntia schickendantzii ingår i släktet fikonkaktusar, och familjen kaktusväxter. Inga underarter finns listade i Catalogue of Life.